# Задрага
Задрага (словен. Zadraga) — поселення в общині Накло, Горенський регіон, Словенія. Висота над рівнем моря: 468,9 м.